# Krzysztof Wachowski
Krzysztof Wachowski (ur. 1942) – polski archeolog, specjalizujący się w archeologii wczesnego średniowiecza i kulturze materialnej; nauczyciel akademicki.

## Życiorys
Urodził się w 1942 roku. Studiował archeologię na Instytucie Historycznym Uniwersytetu Wrocławskiego w latach 1961–1966. Bezpośrednio po ukończeniu studiów pracował w Muzeum Archeologicznym we Wrocławiu. W 1971 roku podjął pracę naukową w Zakładzie Archeologii Nadodrza Instytutu Historii Kultury Materialnej PAN we Wrocławiu. Stopień naukowy doktora nauk humanistycznych w dziedzinie archeologii uzyskał w 1972 roku na Uniwersytecie Łódzkim na podstawie pracy pt. Charakterystyka wczesnośredniowiecznych cmentarzysk szkieletowych z terenu Śląska. Stopień naukowy doktora habilitowanego nauk humanistycznych w dziedzinie archeologii uzyskał w 1982 roku w Instytucie Historii Kultury Materialnej PAN w Warszawie na podstawie rozprawy nt. Ziemie polskie a Wielkie Morawy. Studium Archeologiczne.
W 1990 roku związał się z Katedrą Archeologii Uniwersytetu Wrocławskiego, przekształconą w 1994 w Instytut Archeologii. W 1993 roku otrzymał nominację na stanowisko profesora nadzwyczajnego. W tym samym roku uzyskał tytuł profesora. W 1999 roku został mianowany na stanowisko profesora zwyczajnego. W Katedrze (obecnie Instytut) zorganizował Zespół do badañ archeologicznych nad późnym średniowieczem i nowożytnością, który z został przekształcony w Zakład Archeologii Średniowiecza, którego objął kierownictwo. W latach 1993–1996 był prodziekanem, a następnie od 1996 do 2002 roku dziekanem Wydziału Nauk Historycznych i Pedagogicznych. Obecnie zasiada w Senacie swojej macierzystej uczelni, będąc członkiem Komisji Nauki i Współpracy z Zagranicą Jest sekretarzem naukowym Komisji Archeologicznej przy Oddziale Wrocławskim PAN i członkiem Wydziału II WTN. Był sekretarzem „Przeglądu Archeologicznego”. Jest członkiem Rady Naukowej Uniwersytetu Mikołaja Kopernika w Toruniu oraz konsultantem w zakresie archeologii.

## Dorobek naukowy
Opublikował m.in. ponad 80 prac naukowych, 6 obszernych studiów, 5 samodzielnych książek, z których jedną dodatkowo w Niemczech. Jego badania naukowe skupiają się wokół następujących zagadnień: obrządek pogrzebowy na Śląsku, kwestie gospodarcze związane z pieniądzem, uzbrojenie średniowieczne, kontakty z obcymi kręgami kulturowymi, archeologią późnego średniowiecza i nowożytności. Z tego zakresu jest uznanym specjalistą w kraju i za granicą. Wypromował dotychczas 11 doktorów. Do jego najważniejszych publikacji należą:
- Cmentarzyska doby wczesnopiastowskiej na Śląsku, Wrocław 1975.
- Kultura karolińska a słowiańszczyzna zachodnia, Wrocław 1992.
- Kultura średniowiecznego Śląska i Czech: miasto, Wrocław 1995.
- Śląsk i Czechy a kultura wielkomorawska, Wrocław 1997.
- Śląsk w czasach Henryka IV Prawego, Wrocław 2005.
- Ulica, plac i cmentarz w publicznej przestrzeni średniowiecznego i wczesnonowożytnego miasta Europy, Wrocław 2011.